# Bullivants Cascades
Die Bullivants Cascades sind Stromschnellen des Motu River der WW IV im südlichen Teil der Raukumara Range im Gisborne District auf der Nordinsel Neuseelands.
Benannt sind die Stromschnellen nach Kahu Bullivant, Leiter der Mannschaft, die 1953 als erste den Motu River in voller Länge in einem Schlauchboot befuhr.